# Do It Again (chanson des Beach Boys)
Do It Again est une chanson des Beach Boys sortie en 1968 en single et intégrée l'année suivante à l'album 20/20.

## Composition
La chanson marque un retour à la surf music, le style musical du début des Beach Boys. L'inspiration est venue à Mike Love après une séance de surf avec un ami : la nostalgie lui donne envie d'en faire une chanson qu'il écrit sur une mélodie composée par Brian Wilson.

## Réception
Le single atteint la première place des ventes au Royaume-Uni et la 20ème au Billboard Hot 100.